# الدراني (السياني)

تعديل مصدري - تعديل

الدراني هي إحدى قرى عزلة وادي سير بمديرية السياني التابعة لمحافظة إب، بلغ تعداد سكانها 162 نسمة حسب تعداد اليمن لعام 2004.